# Liên hoan phim

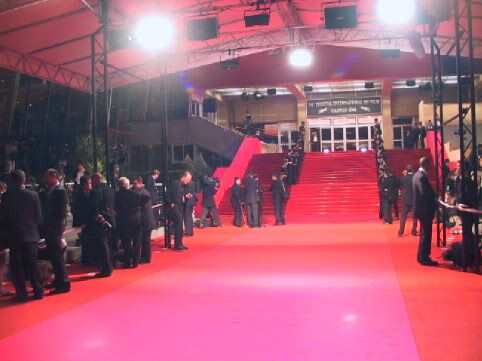
Liên hoan phim Cannes, liên hoan phim uy tín nhất thế giới

Liên hoan phim là một buổi trình chiếu phim có tổ chức và mở rộng tại một hoặc nhiều rạp chiếu phim hoặc địa điểm chiếu phim, thường là ở một thành phố hoặc khu vực. Ngày càng có nhiều liên hoan phim chiếu một số bộ phim ngoài trời. Các phim có thể được cập nhật gần đây và tùy thuộc vào trọng tâm của liên hoan phim, có thể bao gồm các phim phát hành trong nước và quốc tế. Một số liên hoan phim tập trung vào một nhà làm phim cụ thể, thể loại phim (ví dụ: phim kinh dị ) hoặc chủ đề. Một số liên hoan phim chỉ tập trung vào việc trình chiếu những bộ phim ngắn có độ dài tối đa xác định. Liên hoan phim thường là sự kiện thường niên. Một số nhà sử học điện ảnh, trong đó có Jerry Beck, không coi liên hoan phim là nơi ra mắt chính thức của bộ phim.
Liên hoan phim lâu đời nhất trên thế giới là Liên hoan phim Venice. Các liên hoan phim danh giá nhất trên thế giới, được gọi là "Big Three", là (được liệt kê theo thứ tự thời gian theo ngày thành lập): Venice, Cannes, Berlin. Sau này thêm vào hai liên hoan phim quốc tế Toronto, và Sundance để trở thành "Big Five".

## Lịch sử
Liên hoan phim lớn đầu tiên trên thế giới được tổ chức tại Venezia năm 1932, các liên hoan phim lớn khác của thế giới như Berlin, Cannes, Locarno, Moskva và Karlovy Vary được bắt đầu tổ chức trong thập niên 1940 và 1950.
Tại Bắc Mỹ, nơi Giải Oscar luôn chiếm vị trí quan trọng trong đời sống điện ảnh, liên hoan phim đầu tiên mãi đến năm 1953 mới được tổ chức, đó là Liên hoan phim và truyền hình Quốc tế Columbus (Giải Chris). Liên hoan phim uy tín nhất của Mỹ, Liên hoan phim Sundance được tổ chức lần đầu năm 1978 tại Salt Lake City, tiểu bang Utah.
Ngày nay, hàng nghìn liên hoan phim diễn ra trên khắp thế giới - từ các liên hoan phim nổi tiếng như Liên hoan phim Sundance và Liên hoan phim Slamdance (Park City, Utah) đến các liên hoan phim kinh dị như Liên hoan phim khủng bố ( Philadelphia ) và Liên hoan phim Park City. Liên hoan Âm nhạc, liên hoan phim đầu tiên của Mỹ nhằm tôn vinh âm nhạc trong phim.
Các cuộc thi Tài trợ Phim như Nhà văn và Nhà làm phim được giới thiệu khi chi phí sản xuất có thể giảm đáng kể và công nghệ internet cho phép hợp tác sản xuất phim.
Các liên hoan phim đã phát triển đáng kể kể từ đại dịch COVID-19. Nhiều lễ hội đã chọn các lễ hội ảo hoặc kết hợp. Ngành công nghiệp điện ảnh, vốn đã biến động do các lựa chọn phát trực tuyến, đã phải đối mặt với một sự thay đổi lớn khác và các bộ phim được trình chiếu tại các liên hoan phim thậm chí còn có thời gian ra mắt trực tuyến ngắn hơn.

## Các liên hoan phim đáng chú ý

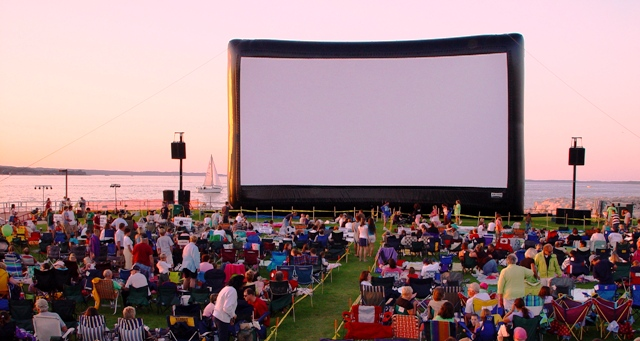
Traverse City Film Festival and their giant inflatable movie screen.

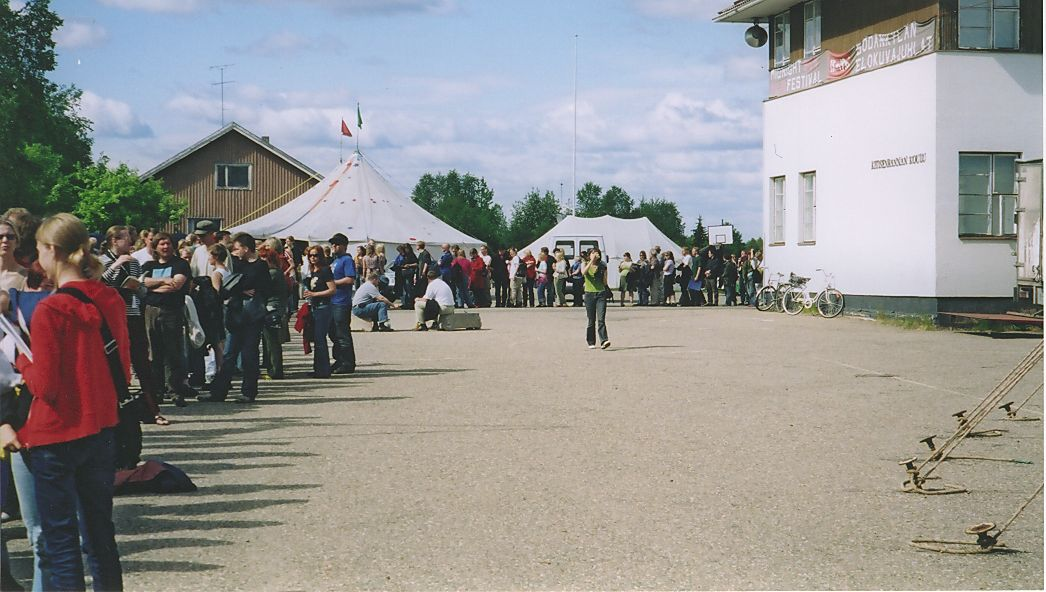
A queue to the 1999 Belgian-French film Rosetta at the Midnight Sun Film Festival in Sodankylä, Finland, in 2005.

Các liên hoan phim "Big Five" được cho là Venice, Cannes, Berlin, Toronto và Sundance.
Ở Bắc Mỹ, Liên hoan phim quốc tế Toronto là liên hoan phim nổi tiếng nhất. Time viết rằng nó đã "phát triển từ vị trí là liên hoan phim mùa thu có ảnh hưởng nhất đến thời kỳ liên hoan phim có ảnh hưởng nhất".
Liên hoan phim quốc tế Seattle được coi là liên hoan phim lớn nhất nước Mỹ, thường xuyên chiếu hơn 400 bộ phim trong một tháng trên toàn thành phố.

### Phim truyện cạnh tranh
Các liên hoan phim ở Berlin, Cairo, Cannes, Goa, Karlovy Vary, Locarno, Mar del Plata, Moscow, San Sebastián, Shanghai, Tallinn, Tokyo, Venice, và Warsaw are accredited by the Liên đoàn Quốc tế các Hiệp hội Nhà sản xuất Phim (FIAPF) công nhận trong thể loại phim truyện cạnh tranh. Theo quy định, để các bộ phim tranh giải, trước tiên chúng phải được phát hành trong các liên hoan phim chứ không phải ở bất kỳ địa điểm nào khác trước đó.

### Phim thử nghiệm
Liên hoan phim Ann Arbor bắt đầu vào năm 1963. Đây là liên hoan phim thử nghiệm được vận hành liên tục lâu đời nhất ở Bắc Mỹ và đã trở thành một trong những liên hoan phim hàng đầu dành cho các nhà làm phim độc lập và chủ yếu là thử nghiệm để giới thiệu tác phẩm.

### Phim độc lập
Tại Hoa Kỳ, Liên hoan phim Telluride, Liên hoan phim Sundance, Liên hoan phim Austin, Austin's South by Southwest, Liên hoan phim Tribeca của NYC và Liên hoan phim Slamdance đều được coi là những lễ hội quan trọng cho phim độc lập.  Liên hoan phim Zero có ý nghĩa quan trọng vì là liên hoan đầu tiên và duy nhất dành riêng cho các nhà làm phim tự tài trợ.  Liên hoan phim độc lập lớn nhất ở Anh là Liên hoan phim Raindance. Liên hoan phim Đô thị Anh (đặc biệt phục vụ lợi ích của người da đen và thiểu số) đã chính thức được công nhận trong danh sách Danh dự Năm mới 2020.

### Liên hoan phim Bắc Mỹ
Liên hoan phim quốc tế San Francisco, do Irving "Bud" Levin thành lập vào năm 1957, là liên hoan phim thường niên liên tục lâu đời nhất ở Hoa Kỳ. Nó nhấn mạnh các xu hướng hiện nay trong việc làm phim và sản xuất video quốc tế, nhấn mạnh vào tác phẩm chưa được phân phối tại Hoa Kỳ.
Liên hoan phim quốc tế Vancouver, được thành lập vào năm 1958, là một trong những liên hoan phim lớn nhất ở Bắc Mỹ. Nó tập trung vào phim Đông Á, phim Canada và phim phi hư cấu. Năm 2016 có 133.000 khán giả và 324 phim.
Liên hoan phim quốc tế Toronto, do Bill Marshall, Henk Van der Kolk và Dusty Cohl thành lập, được coi là liên hoan phim quan trọng nhất Bắc Mỹ và được nhiều người tham dự nhất.
Liên hoan phim Canada Ottawa, viết tắt là OCanFilmFest, được đồng sáng lập bởi các nhà làm phim có trụ sở tại Ottawa là Jith Paul, Ed Kucerak và Blair Campbell vào năm 2015, và giới thiệu các bộ phim có thời lượng và thể loại khác nhau từ các nhà làm phim trên khắp Canada.
Liên hoan phim Sundance được thành lập bởi Sterling Van Wagenen (lúc đó là người đứng đầu Wildwood, công ty của Robert Redford), John Earle và Cirina Hampton Catania (cả hai đều phục vụ trong Ủy ban Điện ảnh Utah vào thời điểm đó) là một liên hoan phim lớn dành cho phim độc lập.
Liên hoan phim Woodstock được các nhà làm phim Meira Blaustein và Laurent Rejto phát động vào năm 2000 nhằm mang những bộ phim độc lập chất lượng cao đến vùng Thung lũng Hudson của New York. Năm 2010, Indiewire đã vinh danh Liên hoan phim Woodstock trong số 50 liên hoan phim độc lập hàng đầu trên toàn thế giới.
Liên hoan phim và giải thưởng quốc tế Regina (RIFFA)  được thành lập bởi John Thimothy, một trong những liên hoan phim quốc tế hàng đầu ở miền Tây Canada (Regina, Saskatchewan) đại diện cho 35 quốc gia ở lễ hội 2018. Sự kiện trao giải thường niên RIFFA và sự kiện thảm đỏ đang được chú ý trong ngành thời trang và điện ảnh đương đại ở miền Tây Canada.
Toronto's Hot Docs do nhà làm phim Paul Jay thành lập, là một liên hoan phim tài liệu ở Bắc Mỹ. Toronto có số lượng liên hoan phim lớn nhất thế giới, từ các bộ phim văn hóa, độc lập và lịch sử.
Liên hoan phim quốc tế Seattle, trình chiếu 270 phim truyện và khoảng 150 phim ngắn, là liên hoan phim lớn nhất của Mỹ xét về số lượng phim truyện.
Liên hoan phim quốc tế Expresión en Corto là liên hoan phim cạnh tranh lớn nhất ở Mexico. Nó chuyên về các tài năng mới nổi và được tổ chức vào tuần cuối cùng của tháng 7 hàng năm tại hai thành phố thuộc địa San Miguel de Allende và Guanajuato.
Các liên hoan phim khác của Mexico bao gồm Liên hoan phim quốc tế Guadalajara ở Guadalajara, Liên hoan phim Oaxaca, Liên hoan phim quốc tế Morelia ở Morelia, Michoacan Mexico và Liên hoan phim quốc tế Los Cabos do Scott Cross, Sean Cross và Eduardo Sanchez Navarro thành lập ở Los Cabos, Baja Sur, Mexico được coi là các liên hoan phim quan trọng nhất ở Mỹ Latinh. Năm 2015, Variety gọi Liên hoan phim quốc tế Los Cabos là "Cannes của Mỹ Latinh".

### Liên hoan phim Châu Âu
Các liên hoan phim châu Âu quan trọng nhất là Liên hoan phim Venice (cuối hè đầu thu), Liên hoan phim Cannes (cuối xuân đầu hè) và Liên hoan phim quốc tế Berlin (cuối đông đầu xuân), lần lượt được thành lập năm 1932, 1946 và 1951. Liên hoan phim quốc tế Edinburgh, được thành lập vào năm 1946, là liên hoan phim được tổ chức liên tục lâu đời nhất thế giới.

## Quản lý liên hoan phim

### Mô hình kinh doanh
Mặc dù có những lễ hội vì lợi nhuận đáng chú ý như SXSW, nhưng hầu hết các lễ hội đều hoạt động theo mô hình phi lợi nhuận dựa trên thành viên, với sự kết hợp giữa bán vé, phí thành viên và tài trợ của công ty chiếm phần lớn doanh thu. Không giống như các tổ chức nghệ thuật phi lợi nhuận khác (nghệ thuật biểu diễn, bảo tàng, v.v.), các liên hoan phim thường nhận được ít tiền quyên góp từ công chúng và đôi khi được tổ chức dưới dạng hiệp hội doanh nghiệp phi lợi nhuận thay vì tổ chức từ thiện công cộng. Các thành viên trong ngành điện ảnh thường có ý kiến đóng góp đáng kể về mặt giám tuyển và các nhà tài trợ doanh nghiệp có cơ hội quảng bá thương hiệu của họ tới khán giả liên hoan phim để đổi lấy tiền đóng góp. Các bên tư nhân, thường nhằm huy động vốn đầu tư cho các dự án phim, tạo thành những sự kiện "bên lề" quan trọng. Các lễ hội lớn hơn duy trì đội ngũ nhân viên quanh năm thường tham gia vào các dự án cộng đồng và từ thiện ngoài mùa lễ hội.

### Phí tham gia
Trong khi các tác phẩm dự thi của các nhà làm phim đã thành danh thường được ban tổ chức coi là điểm cộng, thì hầu hết các liên hoan phim đều yêu cầu các nhà làm phim mới hoặc tương đối ít tên tuổi phải trả phí tham dự để tác phẩm của họ được xem xét trình chiếu. Điều này đặc biệt đúng trong các liên hoan phim lớn hơn, chẳng hạn như Liên hoan phim quốc tế Jaipur ở Jaipur Ấn Độ, Liên hoan phim quốc tế Toronto, Liên hoan phim Sundance, South by Southwest, Liên hoan phim thế giới Montreal và thậm chí cả các liên hoan phim "cửa hàng" nhỏ hơn như Liên hoan phim Quốc tế Miami, Liên hoan phim đô thị Anh ở London và Liên hoan phim quốc tế phụ nữ Mumbai ở Ấn Độ.
Mặt khác, một số liên hoan phim - thường là những liên hoan chấp nhận ít phim hơn và có lẽ không thu hút được nhiều "tên tuổi lớn" trong lượng khán giả như Sundance và Telluride - không yêu cầu phí tham dự. Nhiều liên hoan phim nhỏ hơn ở Hoa Kỳ (Liên hoan phim Stony Brook ở Long Island, Liên hoan phim Tây Bắc và Liên hoan phim Sicilia ở Miami), là những ví dụ.
Liên hoan phim quốc tế Portland thu phí tham dự nhưng miễn phí cho các nhà làm phim đến từ Tây Bắc Hoa Kỳ và một số nhà làm phim khác tập trung vào khu vực cũng có cách tiếp cận tương tự.
Một số trang web cổng thông tin liên hoan phim tồn tại để hợp lý hóa việc các nhà làm phim tham gia nhiều liên hoan phim. Họ cung cấp cơ sở dữ liệu về các lời kêu gọi tham gia liên hoan phim và cung cấp cho các nhà làm phim dịch vụ "mô tả một lần, gửi nhiều" thuận tiện.

## Danh sách cụ thể các liên hoan phim

### Châu Phi
| Tên                                                  | Năm bắt đầu | Thành phố   | Quốc gia     | Phạm vi | Ghi chú                                                     |
| ---------------------------------------------------- | ----------- | ----------- | ------------ | ------- | ----------------------------------------------------------- |
| Liên hoan phim quốc tế Cairo                         | 1976        | Cairo       | Ai Cập       | Quốc tế | Liên hoan phim đầu tiên và lớn nhất ở Trung Đông            |
| Liên hoan phim Carthage                              | 1966        | Carthage    | Tunisia      | Khu vực | Chỉ dành cho phim của các đạo diễn châu Phi hoặc Trung Đông |
| Liên hoan phim quốc tế Durban                        | 1979        | Durban      | Nam Phi      | Khu vực | Dành cho các phim của châu Phi                              |
| Liên hoan phim quốc tế Marrakech                     | 2000        | Marrakech   | Maroc        | Quốc tế |                                                             |
| Liên hoan phim và truyền hình liên Phi ở Ouagadougou | 1969        | Ouagadougou | Burkina Faso | Khu vực | Liên hoan phim lớn nhất châu Phi                            |

### Châu Á
| Tên                                     | Năm bắt đầu | Thành phố  | Quốc gia        | Phạm vi | Ghi chú |
| --------------------------------------- | ----------- | ---------- | --------------- | ------- | --- |
| Liên hoan phim châu Á - Thái Bình Dương | 1954        | Luân phiên | Các nước châu Á | Khu vực | Tổ chức luân phiên ở một thành phố châu Á do Ban điều hành Hiệp hội các nhà sản xuất phim châu Á - Thái Bình Dương chỉ định |
| Liên hoan phim quốc tế Bangkok          | 2003        | Bangkok    | Thái Lan        | Quốc tế | Tổ chức bởi Tổng cục Du lịch Thái Lan                                                                                       |
| Liên hoan phim quốc tế Cinemanila       | 1999        | Manila     | Philippines     | Quốc tế | Tổ chức thường niên bởi nhà làm phim độc lập Tikoy Aguiluz                                                                  |
| Liên hoan phim quốc tế Fajr             | 1982        | Tehran     | Iran            | Quốc tế | Tổ chức bởi Bộ Văn hóa Iran                                                                                                 |
| Liên hoan phim Kim Mã                   | 1962        | Đài Bắc    | Đài Loan        | Khu vực | Dành cho các bộ phim nói tiếng Hoa                                                                                          |
| Liên hoan phim quốc tế Haifa            | 1983        | Haifa      | Israel          | Quốc tế | Liên hoan phim đầu tiên của Israel                                                                                          |
| Liên hoan phim quốc tế Hồng Kông        | 1977        | Hồng Kông  |                 | Quốc tế | Liên hoan phim quốc tế lâu đời nhất Đông Á                                                                                  |
| Liên hoan phim quốc tế Ấn Độ            | 1952        | Goa        | Ấn Độ           | Quốc tế | |
| Liên hoan phim quốc tế Jakarta          | 1998        | Jakarta    | Indonesia       | Quốc tế | |
| Liên hoan phim quốc tế Jeonju           | 2000        | Jeonju     | Hàn Quốc        | Quốc tế | Chủ yếu dành cho các phim kỹ thuật số, phim độc lập và phim nghệ thuật                                                      |
| Liên hoan phim quốc tế Busan            | 1996        | Busan      | Hàn Quốc        | Quốc tế | Liên hoan phim lớn nhất Hàn Quốc                                                                                            |
| Liên hoan phim quốc tế Thượng Hải       | 1993        | Thượng Hải | Trung Quốc      | Quốc tế | Liên hoan phim lớn nhất Trung Quốc                                                                                          |
| Liên hoan phim quốc tế Singapore        | 1987        | Singapore  | Singapore       | Quốc tế | Liên hoan phim lớn nhất Đông Nam Á                                                                                          |
| Tokyo Filmex                            | 2000        | Tokyo      | Nhật Bản        | Quốc tế | Tổ chức bởi Office Kitano, hãng phim của Takeshi Kitano                                                                     |
| Liên hoan phim quốc tế Tokyo            | 1985        | Tokyo      | Nhật Bản        | Quốc tế | Liên hoan phim lớn nhất châu Á                                                                                              |

### Châu Âu
| Tên                                   | Năm bắt đầu | Thành phố     | Quốc gia     | Phạm vi | Ghi chú                                                                                 |
| ------------------------------------- | ----------- | ------------- | ------------ | ------- | --------------------------------------------------------------------------------------- |
| Liên hoan phim thử nghiệm Amsterdam   | 2006        | Amsterdam     | Hà Lan       | Quốc tế | Dành cho các phim nghệ thuật và phim thử nghiệm                                         |
| Liên hoan phim quốc tế Berlin         | 1951        | Berlin        | Đức          | Quốc tế | Còn có tên là "Berlinale", một trong 3 liên hoan lớn nhất thế giới                      |
| Liên hoan phim Cannes                 | 1939        | Cannes        | Pháp         | Quốc tế | Liên hoan phim lớn nhất và nổi tiếng nhất thế giới                                      |
| Liên hoan phim quốc tế Copenhagen     | 2003        | Copenhagen    | Đan Mạch     | Quốc tế |                                                                                         |
| Liên hoan phim quốc tế Edinburgh      | 1947        | Edinburgh     | Scotland     | Quốc tế | Liên hoan phim tổ chức liên tục lâu đời nhất                                            |
| Liên hoan phim sinh viên Karlovy Vary | 2004        | Karlovy Vary  | Cộng hòa Séc | Quốc tế | Dành cho các phim do sinh viên sản xuất                                                 |
| Liên hoan phim quốc tế Rotterdam      | 1972        | Rotterdam     | Hà Lan       | Quốc tế |                                                                                         |
| Liên hoan phim quốc tế Istanbul       | 1982        | Istanbul      | Thổ Nhĩ Kỳ   | Quốc tế |                                                                                         |
| Liên hoan phim quốc tế Karlovy Vary   | 1946        | Karlovy Vary  | Cộng hòa Séc | Quốc tế |                                                                                         |
| Liên hoan phim quốc tế Locarno        | 1946        | Locarno       | Thụy Sĩ      | Quốc tế | Liên hoan phim arthouse lớn nhất thế giới                                               |
| Liên hoan phim quốc tế Moskva         | 1935        | Moskva        | Nga          | Quốc tế | Từ năm 1959 đến năm 1995 tổ chức 2 năm một lần, từ 1995 trở lại đây tổ chức thường niên |
| Liên hoan phim quốc tế Na Uy          | 1973        | Haugesund     | Na Uy        | Quốc tế |                                                                                         |
| Liên hoan phim quốc tế San Sebastián  | 1953        | San Sebastián | Tây Ban Nha  | Quốc tế | Liên hoan phim lớn thứ tư Châu Âu                                                       |
| Liên hoan phim quốc tế Stockholm      | 1990        | Stockholm     | Thụy Điển    | Quốc tế |                                                                                         |
| Liên hoan phim Venezia                | 1932        | Venezia       | Ý            | Quốc tế | Liên hoan phim lâu đời nhất và lớn thứ hai thế giới                                     |

### Bắc và Trung Mỹ
| Tên                                       | Năm bắt đầu | Thành phố                        | Quốc gia | Phạm vi | Ghi chú                                          |
| ----------------------------------------- | ----------- | -------------------------------- | -------- | ------- | ------------------------------------------------ |
| Liên hoan phim quốc tế Columbus           | 1953        | Columbus                         | Hoa Kỳ   | Quốc tế | Liên hoan phim lâu đời nhất Bắc Mỹ               |
| Liên hoan phim quốc tế Expresión en Corto | 1997        | San Miguel de Allende Guanajuato | México   | Quốc tế | Liên hoan phim lớn nhất Mexico                   |
| Liên hoan phim quốc tế Guadalajara        | 1988        | Guadalajara                      | México   | Quốc tế |                                                  |
| Liên hoan phim La Habana                  | 1979        | La Habana                        | Cuba     | Khu vực | Dành cho các bộ phim Mỹ Latinh                   |
| Liên hoan phim thế giới Montréal          | 1977        | Montréal                         | Canada   | Quốc tế |                                                  |
| Liên hoan phim New York                   | 1962        | Thành phố New York               | Hoa Kỳ   | Quốc tế | Một trong các liên hoan phim lâu đời nhất Bắc Mỹ |
| Liên hoan phim quốc tế San Francisco      | 1957        | San Francisco                    | Hoa Kỳ   | Quốc tế |                                                  |
| Liên hoan phim quốc tế Seattle            | 1985        | Seattle                          | Hoa Kỳ   | Quốc tế | Một trong các liên hoan phim lớn nhất ở Mỹ       |
| Liên hoan phim Sundance                   | 1978        | Park City Salt Lake City         | Hoa Kỳ   | Quốc tế | Liên hoan phim độc lập lớn nhất nước Mỹ          |
| Liên hoan phim quốc tế Toronto            | 1976        | Toronto                          | Canada   | Quốc tế | Liên hoan phim lớn nhất Bắc Mỹ                   |
| Liên hoan phim quốc tế Chicago            | 1964        | Chicago                          | Hoa Kỳ   | Quốc tế |                                                  |
| Liên hoan phim quốc tế Vancouver          | 1982        | Vancouver                        | Canada   | Quốc tế |                                                  |

### Châu Đại Dương
| Tên                                | Năm bắt đầu | Thành phố         | Quốc gia    | Phạm vi | Ghi chú                                       |
| ---------------------------------- | ----------- | ----------------- | ----------- | ------- | --------------------------------------------- |
| Liên hoan phim quốc tế Australia   | 2006        | Melbourne         | Úc          | Quốc tế |                                               |
| Liên hoan phim quốc tế Brisbane    | 1992        | Brisbane          | Úc          | Quốc tế |                                               |
| Liên hoan phim quốc tế Canberra    | 1996        | Canberra          | Úc          | Quốc tế | Trước đây là Liên hoan phim quốc tế Australia |
| Liên hoan phim quốc tế Melbourne   | 1951        | Melbourne         | Úc          | Quốc tế |                                               |
| Liên hoan phim quốc tế New Zealand | 1970        | Các thành phố lớn | New Zealand | Quốc tế |                                               |

### Nam Mỹ
| Tên                                                       | Năm bắt đầu | Thành phố     | Quốc gia  | Phạm vi | Ghi chú                        |
| --------------------------------------------------------- | ----------- | ------------- | --------- | ------- | ------------------------------ |
| Liên hoan phim quốc tế Buenos Aires dành cho phim độc lập | 1999        | Buenos Aires  | Argentina | Quốc tế |                                |
| Liên hoan phim Mar del Plata                              | 1954        | Mar del Plata | Argentina | Quốc tế | Liên hoan phim lớn nhất Nam Mỹ |
| Liên hoan phim quốc tế São Paulo                          | 1976        | São Paulo     | Brasil    | Quốc tế |                                |